# Guerra Russo-Turca (1768–1774)
A Guerra Russo-Turca de 1768–1774 foi um conflito que colocou o sul da Ucrânia, o norte do Cáucaso e a Crimeia sob a órbita do Império Russo.
Durante a guerra, os turcos contaram com o apoio da Confederação de Bar, enquanto que a Rússia recebeu suporte do Reino Unido, através principalmente de conselheiros navais.

## Antecedentes
Percebendo a fraqueza do Império Otomano o sultão Mustafá III procedera uma reforma militar, buscando fazer frente ao crescente poderio da Rússia, que após vencer a Grande Guerra do Norte, naturalmente buscaria expandir-se em direção às penínsulas dos Bálcãs e da Crimeia. 
Aconselhado pela diplomacia francesa e acreditando que a insurgência dos poloneses reunidos sob a Confederação de Bar traria maiores dificuldades militares aos russos, Mustafá III deu início ao conflito.

## Guerra Russo-Turca
A Guerra Russo-Turca (1768-1774) teve início a 6 de outubro de 1768, com a declaração de guerra dos otomanos ao Império Russo, sob pretexto de retaliar uma incursão dos cossacos que haviam saqueado a cidade de Balta (atualmente em território ucraniano).  
A sorte das armas foi francamente desfavorável aos otomanos. Em janeiro de 1769, um exército turco-tártaro de 70.000 homens liderado pelo Khan Kyra-Girey da Crimeia invadiu a retaguarda, nas terras da Ucrânia central, com o objetivo de escravizar os residentes locais, mas o seu ataque foi repelido pela guarnição do Fortaleza de Santa Isabel. Depois disso, as tropas do General Rumiantsev continuaram seu movimento em direção ao Mar Negro. 
Os russos, comandados por Potemkim e Suvorov avançaram sobre a Moldávia e a Valáquia, vencendo a Batalha de Khotin e tomando Bucareste ao final de 1769.   
Uma segunda frente de batalha foi aberta quando uma força expedicionária russa comandada pelo conde von Tottleben, atravessou as montanhas do Cáucaso, unindo-se ao exército de Heracles II, rei da Geórgia; que derrotou os otomanos na Batalha de Aspindza. Juntos, russos e georgianos sitiaram sem sucesso a fortaleza de Poti, defendida pelas forças otomanas.   
A frota russa sob comando do conde Alexei Orlov deixou o Báltico e adentrou pela primeira vez ao Mediterrâneo, infringindo aos otomanos a derrota na batalha naval de Çesme em 1770.   
A presença da frota russa incentivou os patriotas gregos, que se insurgiram contra o domínio otomano, dando início à “Revolta dos Maniotas (1770-1771)”, que se espalhou pelo Peloponeso e pela ilha de Creta, sendo contida duramente pelos turcos, com o concurso de mercenários albaneses.  
Ainda em 1771, os otomanos sofreram novo revés com a revolta dos mamelucos do Egito sob comando de Ali Bey al-Kabir apoiados pelo xeque de Acre, Zahir al-Umar.  A frota russa forneceu ajuda crítica aos rebeldes na batalha de Sidon e bombardeou e ocupou por quatro meses a cidade de Beirute, que foi restituída ao emir pró-otomano do Líbano, Yusuf Shihab, mediante o pagamento de um vultoso resgate em 1773.  
Durante a guerra foram realizadas reformas militares no exército otomano, conduzidas pelo   Barão François de Tott, um oficial francês comissionado pela porta otomana para a defesa dos Dardanelos. As reformas incluíram a modernização do corpo de artilharia e a fundação da Escola de Engenharia Naval em 1773.  
Prússia, Áustria e Grã-Bretanha ofereceram-se para mediar a disputa entre russos e otomanos, com vistas a travar a expansão russa.  
Inesperadamente o sultão Mustafá III morreu de ataque cardíaco em 24 de dezembro de 1773, no palácio de Topkapi, sendo sucedido por seu irmão Abdulamide I.  
Finalmente, em junho de 1774 o exército russo sob o comando de Alexander Suvorov e Mikhail Kamensky derrotou mais uma vez aos otomanos sob comando do general Abdul Rezaque Paxá na Batalha de Kozludzha. O novo sultão Adul Hamid I viu-se forçado a assinar o desfavorável Tratado de Küçük Kaynarca em 24 de julho de 1774, concluindo a guerra e aceitando as condições impostas pela Rússia.  
Segundo os termos do tratado, os otomanos cederam aos russos os portos-chave de Azov e Kerch, permitindo à frota mercante russa o acesso direto ao Mar Negro; concederam a independência do Canato da Crimeia (convertida num protetorado russo) e cederam a Bukovina (noroeste da Moldávia) aos austríacos. Os russos receberam ainda uma indenização de 4,5 milhões de rublos e obtiveram o status de protetores dos cristãos ortodoxos residentes no Império Otomano, o que abriu caminho para futuros conflitos e o prosseguimento da expansão territorial, no âmbito de um processo de guerras contínuas historicamente denominado “a questão oriental”, que se estendeu até o colapso do Império Otomano ao fim da 1ª Guerra Mundial.  